# 1-Cent-Münze (Vereinigte Staaten)

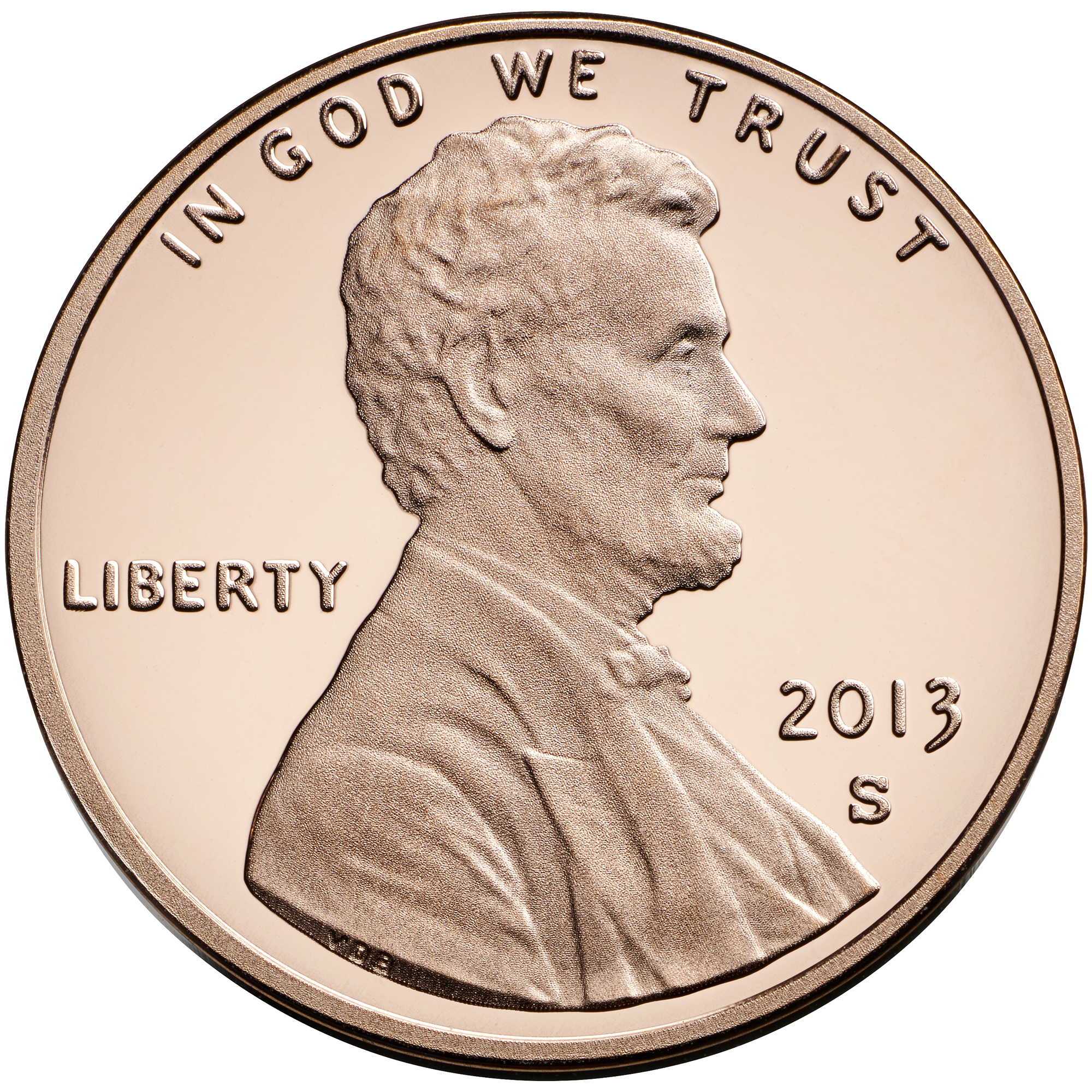
1-Cent-Münze von 2013

Die Ein-Cent-Münze ist die kleinste Münze, die sich in den Vereinigten Staaten im Umlauf befindet. Ihr Wert entspricht einem Hundertstel US-Dollar. Umgangssprachlich wird die Münze meist als Penny bezeichnet.
Seit 1909 ist auf der Vorderseite das Porträt von Abraham Lincoln, dem 16. US-Präsidenten, abgebildet. Zwischen 1959 und 2008 befand sich auf der Rückseite das Lincoln Memorial. 2009 wurden vier Sondermotive zu Ehren Lincolns geprägt, und seit 2010 ist auf der Rückseite ein Wappenschild zu sehen.
Nach Angaben des US-Finanzministeriums sind 2025 etwa 114 Milliarden Pennies in Umlauf. Ab 2026 sollen keine neuen 1-Cent-Münzen mehr in Umlauf gebracht werden.

## Large Cents
Die von 1793 bis 1857 aus Kupfer geprägten Cent-Stücke mit einem Durchmesser von 27 bis 29 mm werden „Large Cents“ genannt. Sie zeigen auf der Vorderseite ein Porträt der Liberty und auf der Rückseite die umkränzte Wertangabe. Nach der unterschiedlichen Gestaltung des Porträts werden folgende Typen unterschieden:
- Flowing Hair Cent (1793, davon ein Teil mit Kette statt Kranz auf der Rückseite, „Chain Cent“)
- Liberty Cap Cent (1793–1796)
- Draped Bust Cent (1796–1807)
- Classic Head Cent (1808–1814)
- Coronet Cent (1816–1839)
- Braided Hair Cent (1840–1857)

## Flying Eagle Cent
Der „Flying Eagle Cent“ wurde von 1856 bis 1858 geprägt (wobei 1856 nur eine kleine Auflage als Probe hergestellt wurde). Es handelt sich um den ersten „Small Cent“ mit einem auf 19 mm reduzierten Durchmesser. Der Entwurf stammt von James B. Longacre und zeigt auf der Vorderseite einen Adler im Flug sowie auf der Rückseite die von einem Kranz umgebene Wertangabe.
Die Münze wiegt 4,67 g und besteht aus einer Kupfernickel-Legierung mit 88 % Kupfer und 12 % Nickel. Sie erhielt den Übernamen „Nickel“, eine Bezeichnung, die später auf das ab 1866 aus Kupfernickel geprägte 5-Cent-Stück überging.
Es stellte sich heraus, dass das Design im harten Münzmetall schwierig zu prägen war. Der Kopf und der Schwanz des Adlers lagen dem Kranz gegenüber und wurden deshalb oft nicht voll ausgeprägt. So wurde bald nach einem neuen Design gesucht.

## Indian Head Cent
Der „Indian Head Cent“ wurde von 1859 bis 1909 geprägt. Er wurde, wie schon das vorangehende Motiv, von James B. Longacre gestaltet. Die Vorderseite zeigt ein Porträt der Liberty mit indianischem Kopfschmuck. Die Rückseite zeigt die von einem Kranz umgebene Wertangabe. Die Gestaltung des Kranzes wurde 1860 geändert, und oben wurde ein Wappenschild eingefügt.
Von 1859 bis 1864 wurde die Münze gleich wie der Flying Eagle Cent aus Kupfernickel geprägt. 1864 wurde zu Bronze gewechselt (95 % Kupfer, 5 % Zinn und Zink) und das Gewicht auf 3,11 g reduziert.

## Lincoln Cent
Der „Lincoln Cent“ wurde 1909, zum hundertsten Geburtstag Abraham Lincolns, eingeführt. Die bis heute verwendete Vorderseite, entworfen von Victor David Brenner, zeigt das Porträt Lincolns. Es ist das erste Porträt auf einer US-Münze, das nicht mehr die Liberty, sondern eine historische Persönlichkeit darstellt.
Die Rückseitengestaltung wurde 1959 und dann wieder 2009/10 geändert. Als Material wurde bis Mitte 1982 eine Kupferlegierung verwendet (außer im Kriegsjahr 1943, als verzinkter Stahl verwendet wurde), seither besteht die Münze aus einem Zinkkern, beschichtet mit Kupfer.

### Wheat Cent

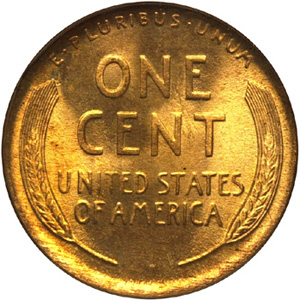
Wheat Cent

Der von 1909 bis 1958 geprägte Typ zeigt auf der Rückseite die Wertangabe und die Landesbezeichnung, umrahmt von zwei Weizenähren. Darüber steht das nationale Motto E pluribus unum.
Die Gestaltung stammt, wie auch bei der Vorderseite, von Victor David Brenner. Der ursprüngliche Entwurf trug Brenners Name am unteren Rand. Auf den ersten Prägungen wurde er zu „VDB“ abgekürzt. Doch auch das rief Kritik hervor, weil dadurch der Designer zu sehr hervorgehoben werde. Deshalb wurden die Initialen noch im selben Jahr weggelassen. Ab 1918 tauchen sie in kleinerer Form auf der Vorderseite wieder auf, und zwar am linken unteren Rand von Lincolns Büste.

### Lincoln Memorial Cent

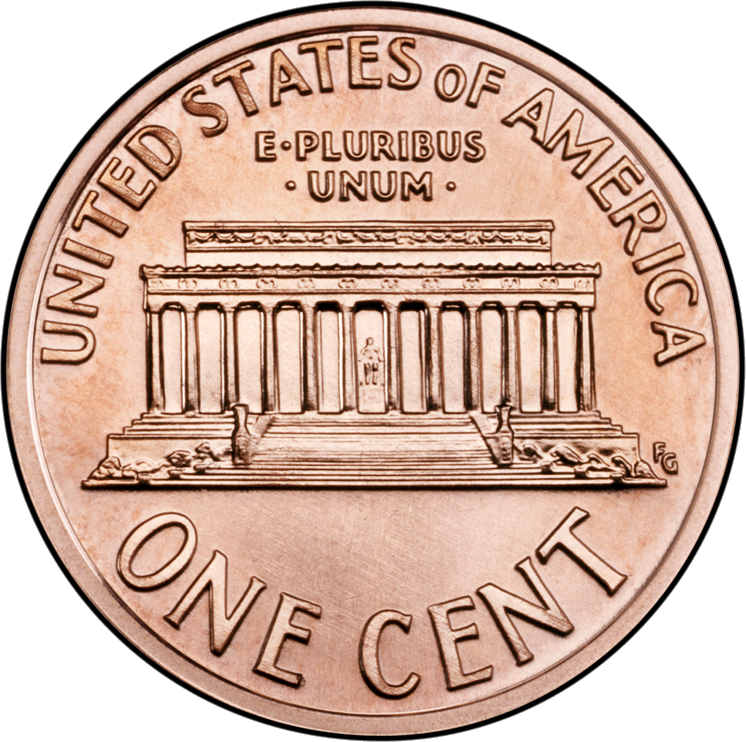
Lincoln Memorial Cent

1959, zum 150. Geburtstag Lincolns, wurde eine neue Rückseitengestaltung eingeführt. Das Design stammt von Frank Gasparro und zeigt das Lincoln Memorial mit der Landes- und Wertbezeichnung und dem Motto „E Pluribus Unum“. Die Initialen des Designers, „FG“, sind rechts neben dem Gebäude zu sehen. Diese Rückseite wurde bis 2008 verwendet.

### Gedenkmünzen zum 200. Geburtstag Lincolns

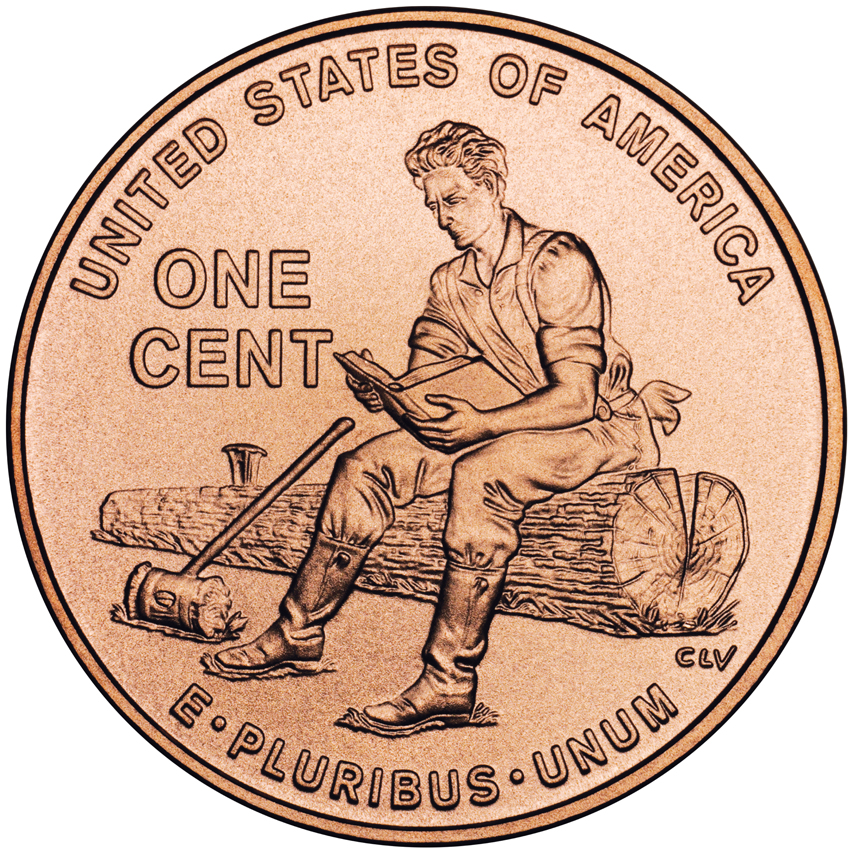
Entwicklungsjahre in Indiana

Das Gesetz zur Ausgabe der Präsidentendollars (Presidential $1 Coin Act of 2005) sah unter anderem vor, dass zum 200. Geburtstag Lincolns im Jahre 2009 vier neue Motive auf den 1-Cent-Münzen erscheinen sollen, die das Leben Lincolns würdigen.
Die vier Motive sind:
- Geburt und frühe Kindheit in Kentucky. Dargestellt ist die Blockhütte, in der Lincoln geboren wurde, sowie sein Geburtsjahr 1809. Das Motiv wurde von Richard Masters entworfen und von Jim Licaretz graviert. Die Münze wurde an Lincolns 200. Geburtstag am 12. Februar in Umlauf gesetzt.
- Entwicklungsjahre in Indiana. Dieses Motiv zeigt den jungen Lincoln, wie er beim Holzspalten eine Pause macht und liest. Es wurde von Charles Vickers entworfen und graviert.
- Berufsleben in Illinois. Hier ist Lincoln vor dem Illinois State Capitol in Springfield zu sehen. Das Motiv wurde von Joel Iskowitz entworfen und von Don Everhart graviert.
- Präsidentschaft in Washington, D.C. Dieses Motiv zeigt den Dom des Kapitols in der Bauphase. Der Entwurf stammt von Susan Gamble und die Gravur von Joseph Menna.

Die Münzen, die für den Umlauf bestimmt waren, wurden wie die vorangehenden Ausgaben mit einem Zinkkern hergestellt. Daneben wurde eine spezielle Ausgabe für Sammler geprägt, welche die gleiche Zusammensetzung wie die Cents von 1909 aufweist (95 % Kupfer, 5 % Zinn und Zink).

### Union Shield Cent
Im Presidential $1 Coin Act of 2005 war neben den Sondermotiven von 2009 auch eine Neugestaltung der 1-Cent-Münze ab 2010 vorgesehen. Das Gesetz sah vor, dass das Rückseitenmotiv sinnbildlich für Lincolns Erhaltung der Vereinigten Staaten als geeinte Nation stehen soll.
Als Motiv gewählt wurde ein Wappenschild mit 13 Streifen (die 13 Gründungsstaaten der USA symbolisierend) und dem Motto „E Pluribus Unum“, wobei die Wertangabe in einer darüberliegenden Schriftrolle steht.

### Zusammensetzung
Die ersten Ausgaben des Lincoln Cents wurden zunächst in der gleichen Zusammensetzung wie der Indian Head Cent hergestellt, nämlich mit 95 % Kupfer sowie 5 % Zinn und Zink.
Weil im Zweiten Weltkrieg Kupfer, das für militärische Zwecke benutzt wurde, knapp wurde, wurden die 1-Cent-Münzen 1943 aus verzinktem Stahl hergestellt. Das Gewicht wurde mit dieser Zusammensetzung auf 2,7 g gesenkt. Die Münzränder blieben aber unverzinkt, so dass die Münze anfällig auf Rost war. Außerdem war sie mit ihrer grauen Farbe nur schwer vom Dime unterscheidbar. 1944 wurde deshalb erneut eine veränderte Zusammensetzung verwendet. Die aus alten Patronenhüllen gewonnene Legierung glich derjenigen vor dem Krieg, allerdings mit weniger Zinn. Nach 1946 kehrte man wieder zur alten Zusammensetzung zurück. Ab 1962 wurde der Zinnanteil ganz weggelassen; der Kupferanteil von 95 % blieb jedoch gleich.

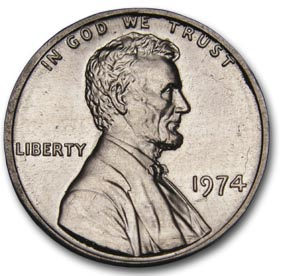
Nicht ausgegebenes 1-Cent-Stück aus Aluminium

In den 1970er-Jahren stieg der Kupferpreis derart, dass der Metallwert der Münze beinahe ihren Nennwert überstieg. 1973 wurden Stücke aus Aluminium geprägt (allerdings auf 1974 datiert), doch sie wurden nie ausgegeben. Nur sehr wenige Stücke befinden sich im Besitz von Sammlern.
Mitte 1982 wurde schließlich damit begonnen, die Münze aus Zink, welches mit Kupfer überzogen ist, zu produzieren. Die Gewichtsanteile betragen 97,5 % Zink und 2,5 % Kupfer. Seither wiegt die Münze nur noch 2,5 statt vorher 3,11 g. Der Durchmesser von 19,05 mm und die Dicke von 1,55 mm blieben gleich.
Laut Angaben der US Mint kostete im Jahre 2007 die Herstellung einer 1-Cent-Münze 1,67 Cent, 2011 lagen die Kosten bei 2,41 Cent, 2013 bei 1,87 Cent. Vorschläge, die Zusammensetzung wiederum zu ändern oder die Münze ganz abzuschaffen, wurden wiederholt gemacht. Im Mai 2025 gab das US-Finanzministerium bekannt, ab 2026 keine neuen 1-Cent-Münzen in Umlauf bringen zu wollen, da die Herstellungskosten auf inzwischen 3,69 Cent gestiegen seien.